# Eupithecia cunina
Eupithecia cunina es una especie de polilla de la familia Geometridae. La especie fue descrita por primera vez por Herbert Druce habiendo sido descrita en 1893, con distribución en Guatemala. El holotipo de la especie fue descrita en Totonicapán a 8500 pies (2590,8 m) de altitud.

## Descripción
Es una polilla pequeña con una envergadura de 0,75 pulgadas (19,1 mm). Tiene marcas primarias y secundarias blancas, las primarias se ubican en el margen costal. El ápice y parte del ala por encima del ángulo anal son de color marrón pálido. Las líneas secundarias cruzan desde el margen costal hasta el interior por tres finas líneas marrones, la primera cerca de la base, la segunda alrededor de la mitad, la tercera es submarginal. El borde de ambas alas son alternativamente blanco y marrón. La parte inferior es de color marrón muy pálido, con las líneas confusas. La cabeza, antenas, tórax, abdomen y sus patas son de color marrón pálido. 